# (336177) Churri
(336177) Churri est un astéroïde de la ceinture principale.

## Description
(336177) Churri est un astéroïde de la ceinture principale. Il fut découvert le 14 septembre 2008 à La Cañada par Juan Lacruz. Il présente une orbite caractérisée par un demi-grand axe de 2,56 UA, une excentricité de 0,29 et une inclinaison de 5,4° par rapport à l'écliptique.

## Compléments